# Saint-Aventin
Saint-Aventin ist eine französische Gemeinde mit 63 Einwohnern (Stand: 1. Januar 2022) im Département Haute-Garonne in der Region Okzitanien. Sie gehört zum Arrondissement Saint-Gaudens und zum Kanton Bagnères-de-Luchon.

## Geografie
Die Gemeinde liegt in den Pyrenäen. Durch Saint-Aventin fließt die Neste d’Oô. Nachbargemeinden sind Billière (Berührungspunkt) im Nordwesten, Benque-Dessous-et-Dessus im Norden, Trébons-de-Luchon und Cazarilh-Laspènes im Nordosten, Bagnères-de-Luchon im Osten, Benasque in Spanien im Süden und Castillon-de-Larboust im Westen.

## Bevölkerungsentwicklung
| Jahr                      | 1962 | 1968 | 1975 | 1982 | 1990 | 1999 | 2008 | 2015 | 2019 |
| ------------------------- | ---- | ---- | ---- | ---- | ---- | ---- | ---- | ---- | ---- |
| Einwohner                 | 128  | 155  | 149  | 115  | 98   | 95   | 88   | 105  | 64   |
| Quelle: Cassini und INSEE |      |      |      |      |      |      |      |      |      |

## Sehenswürdigkeiten
- Kirche St-Aventin-de-Larboust (Monument historique), erbaut im 12. Jahrhundert

Siehe auch: Liste der Monuments historiques in Saint-Aventin

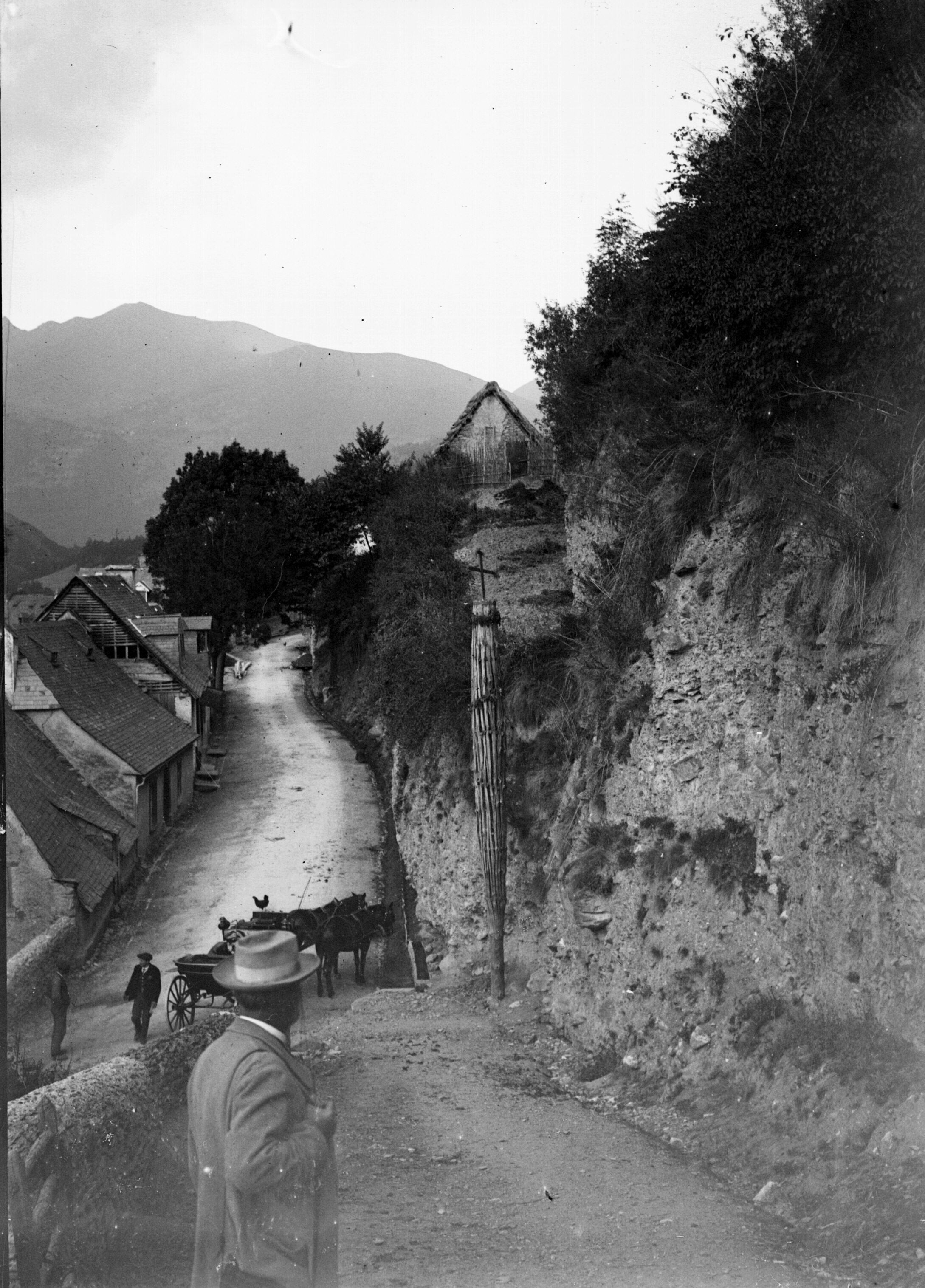
Saint-Aventin im September 1898
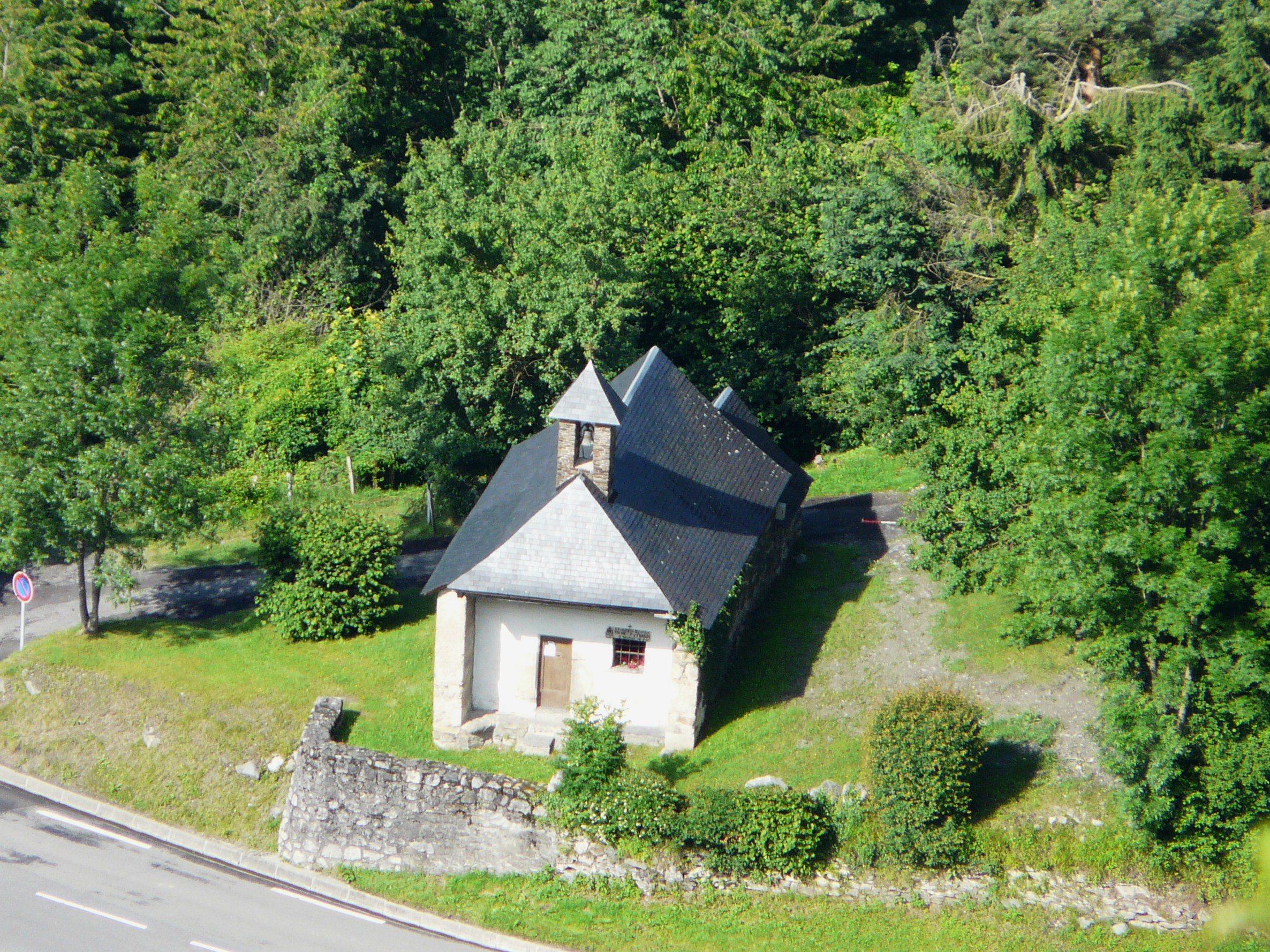
Kapelle
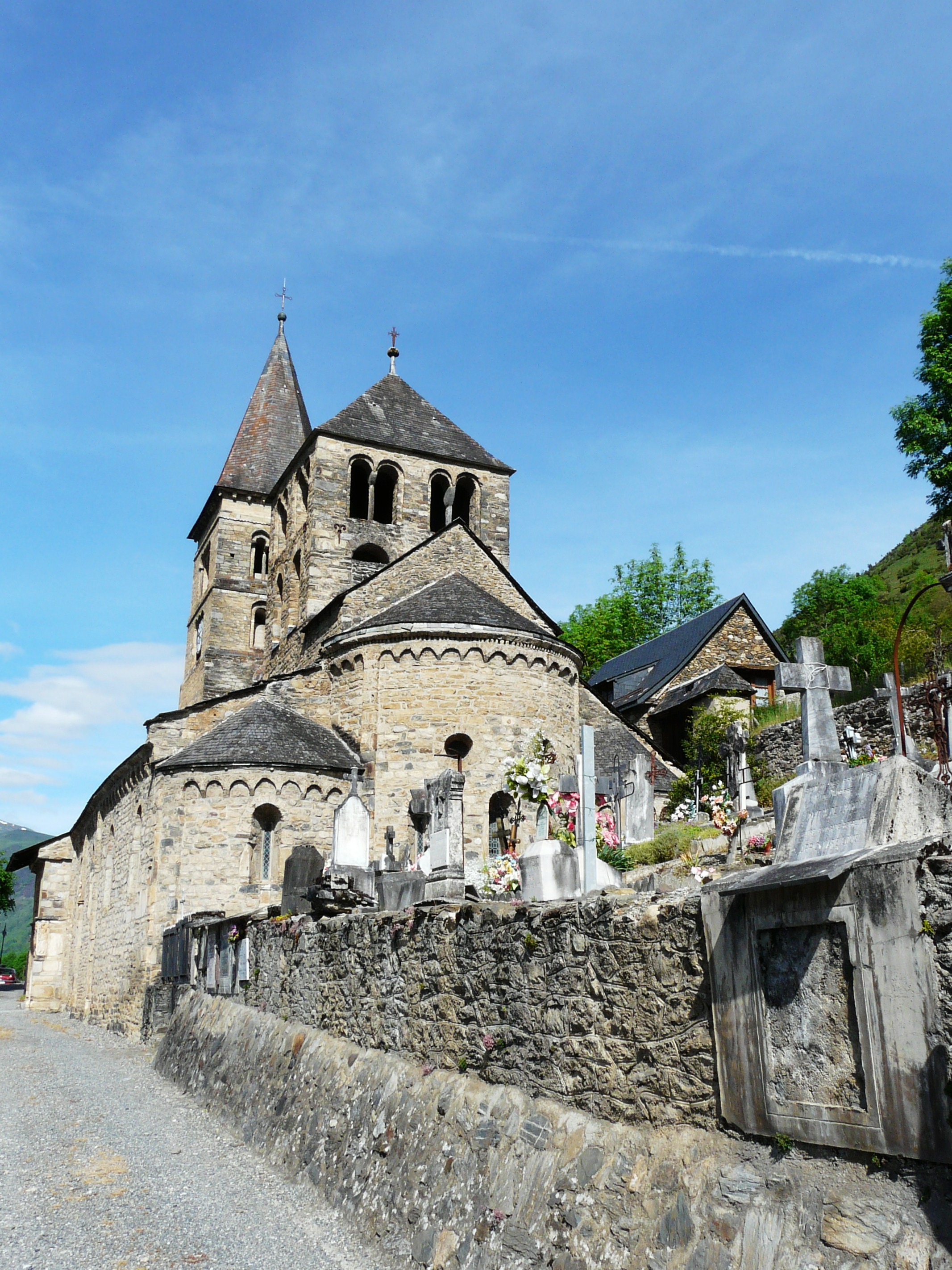
Kirche St-Aventin-de-Larboust
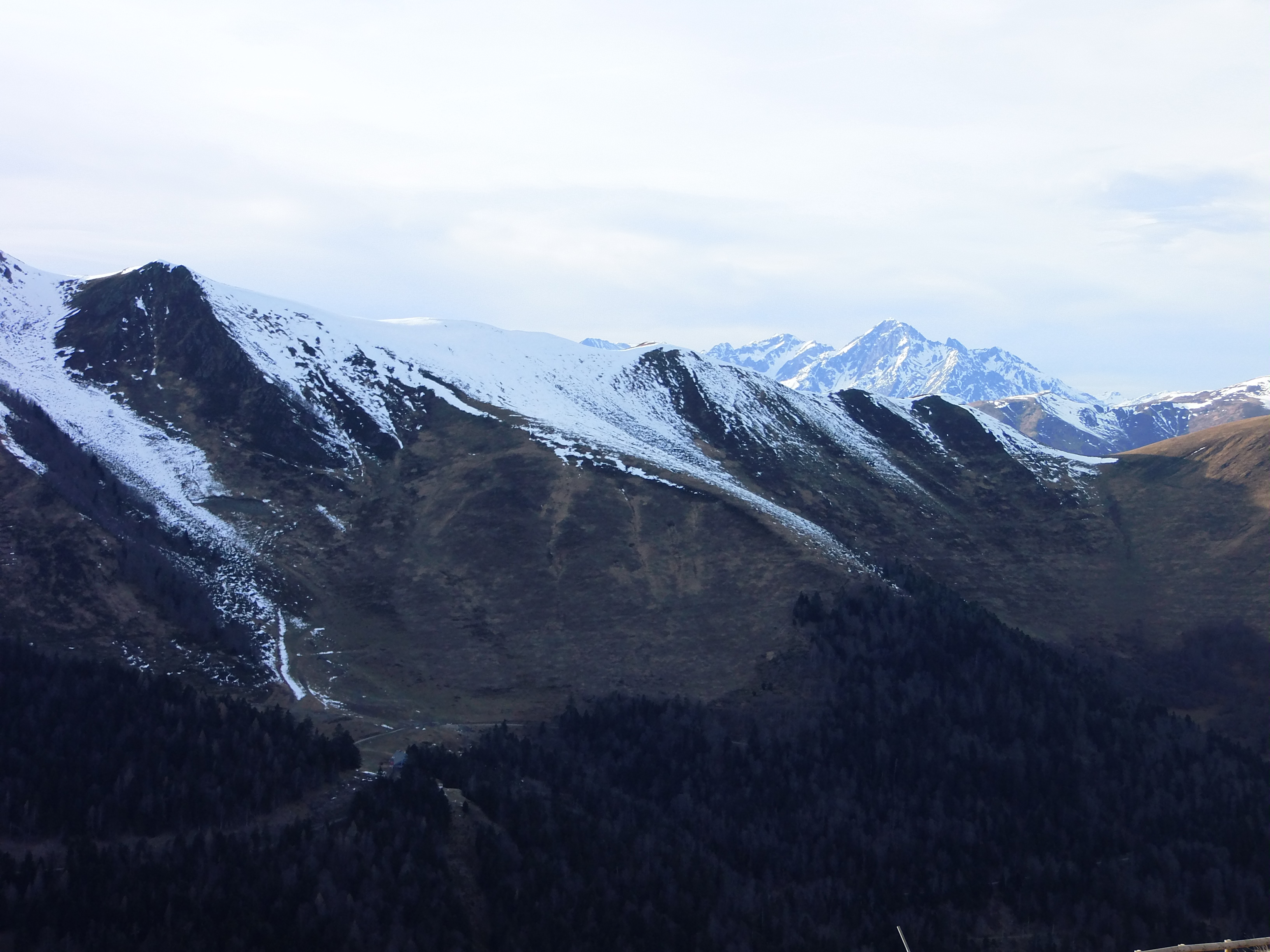
Das zu Saint-Aventin gehörende Skigebiet Luchon-Superbagnères